# Собор Святого Георгія (Єрусалим)
Собор Святого Георгія (англ. St. George's Cathedral) — англіканський катедральний собор у Єрусалимі.

## Історія

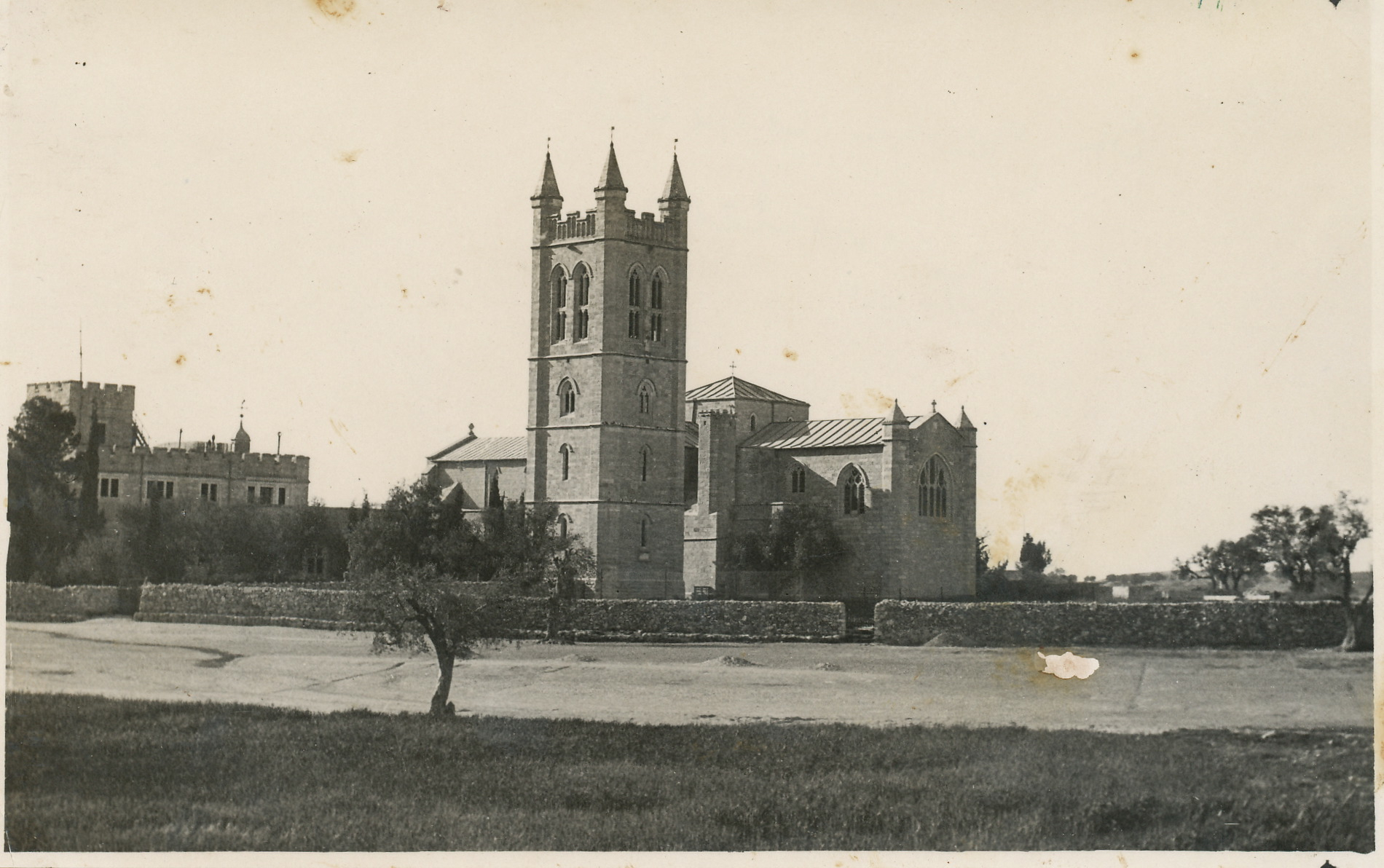
Собор у 1930-х роках

Собор Святого Георгія побудований у 1899 році четвертим єпископом єпархії Єрусалиму Джорджем Блітом за проєктом архітектора Джорджа Джеффрі. Тут розташована кафедра англіканського єпископа Єрусалиму. Дзвіниця прибудована у 1912 році та на прохання вдови королеви Олександри присвячена пам'яті короля Едуарда VII.
Собор Святого Георгія розташований на північ від стін Старого міста Єрусалима, неподалік від Дамаських воріт. На території собору знаходиться гостьовий будинок з ботанічним садом, у якому є рослини, згадані у Біблії.
На території собору діє Коледж Святого Георгія, де здобувають теологічну освіту для духовенства та миряни англіканці з усього світу.
Ізраїльський «атомний шпигун» Мордехай Вануну після звільнення з в'язниці живе на території церкви.

## Світлини

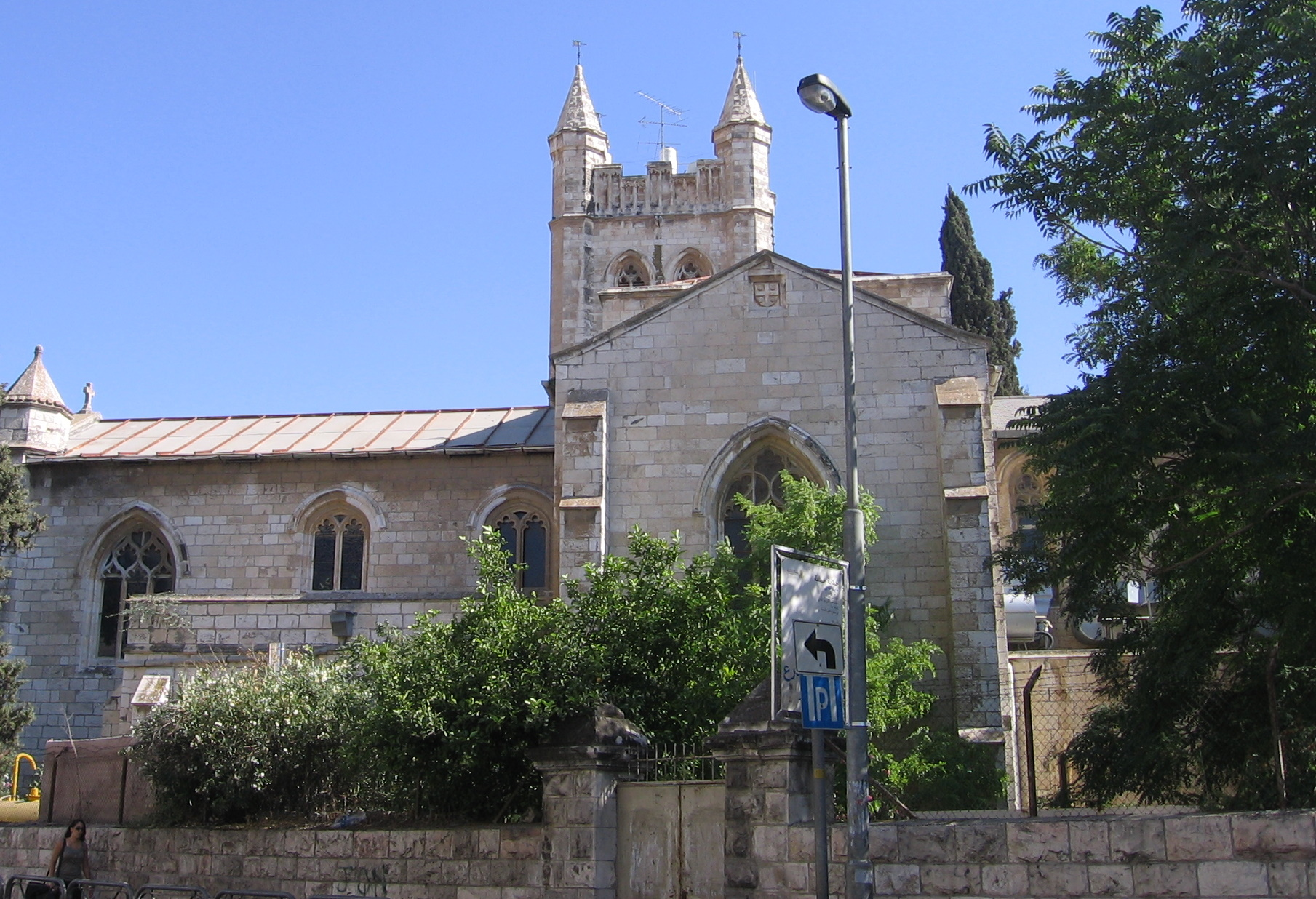
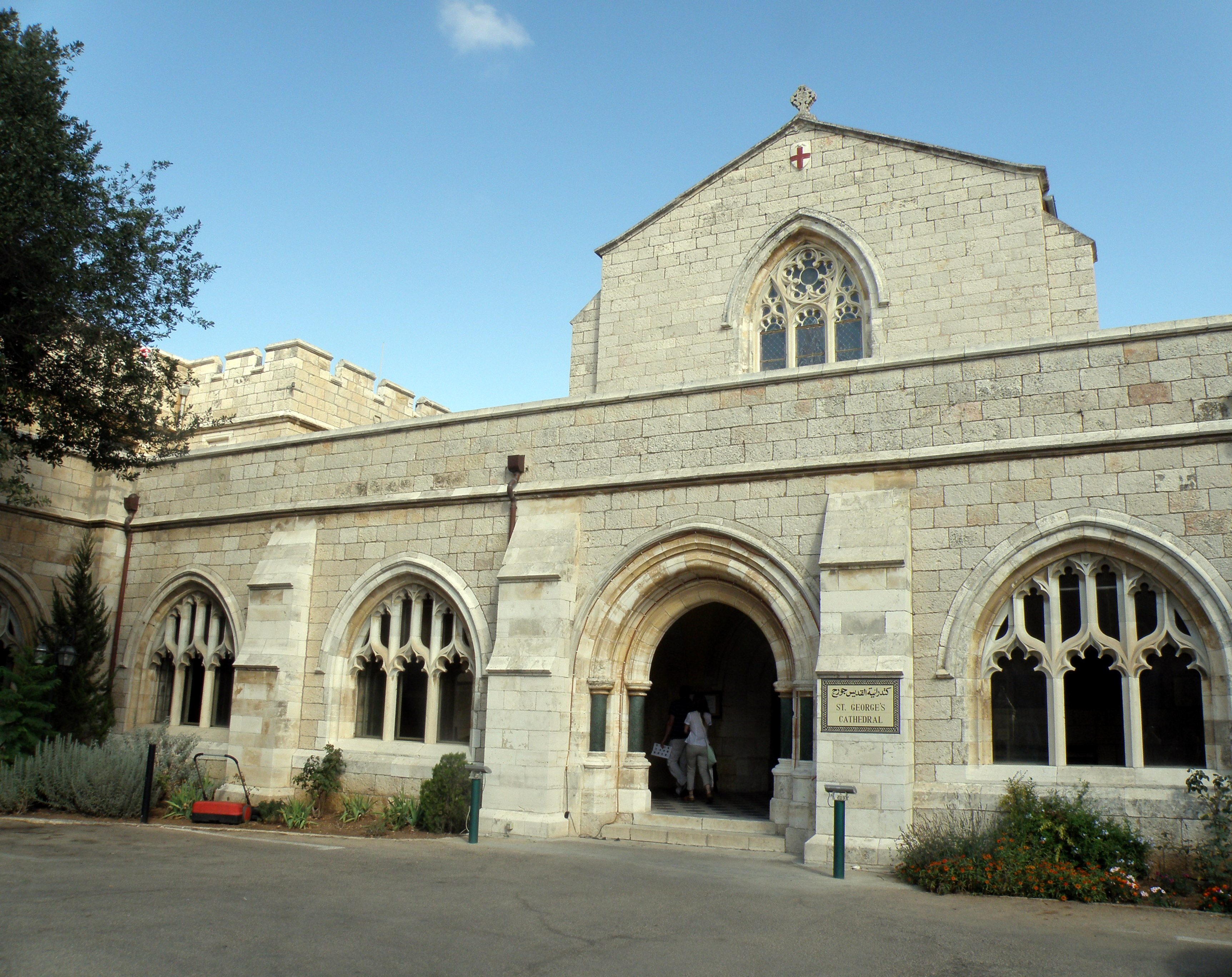
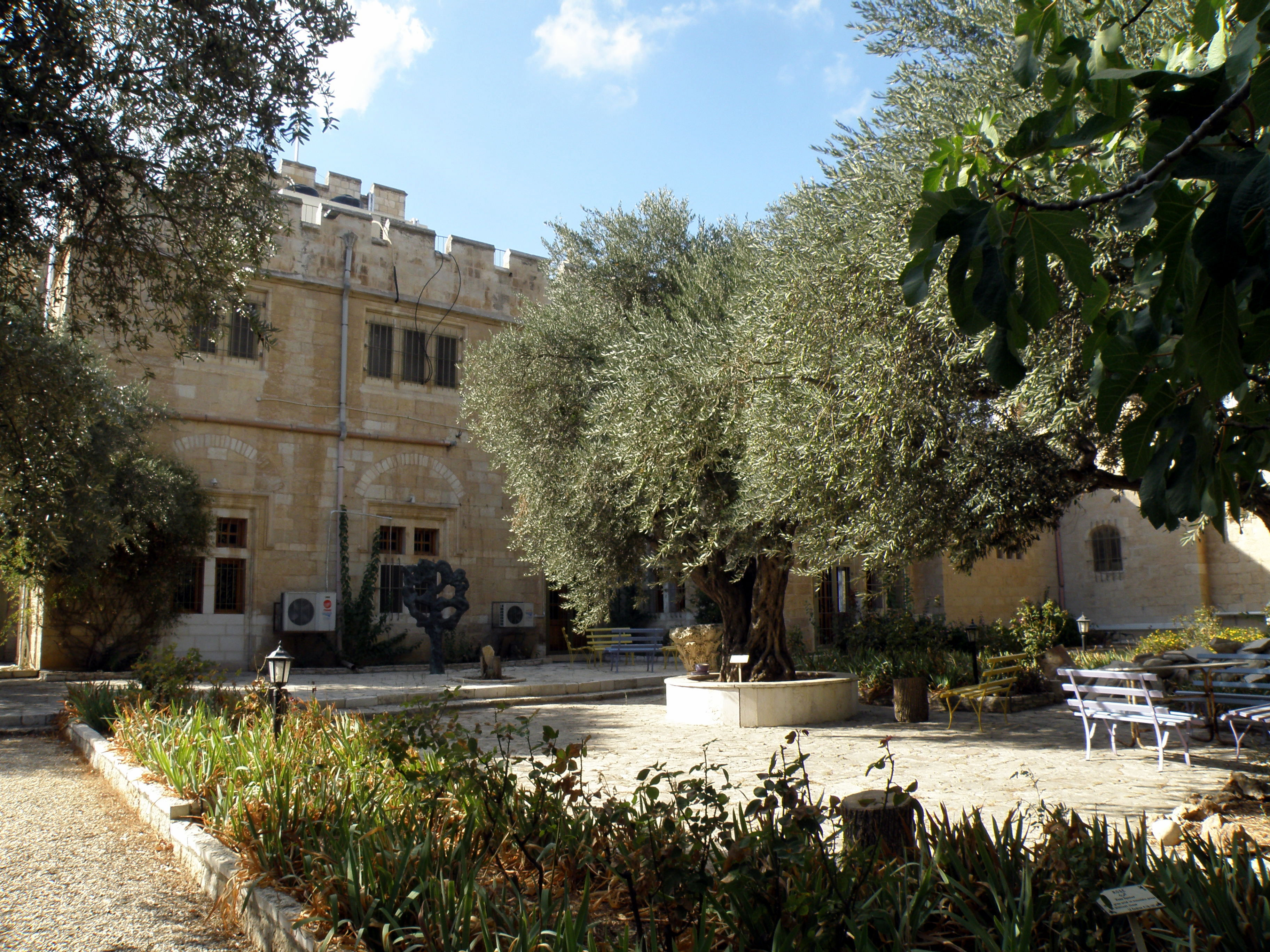
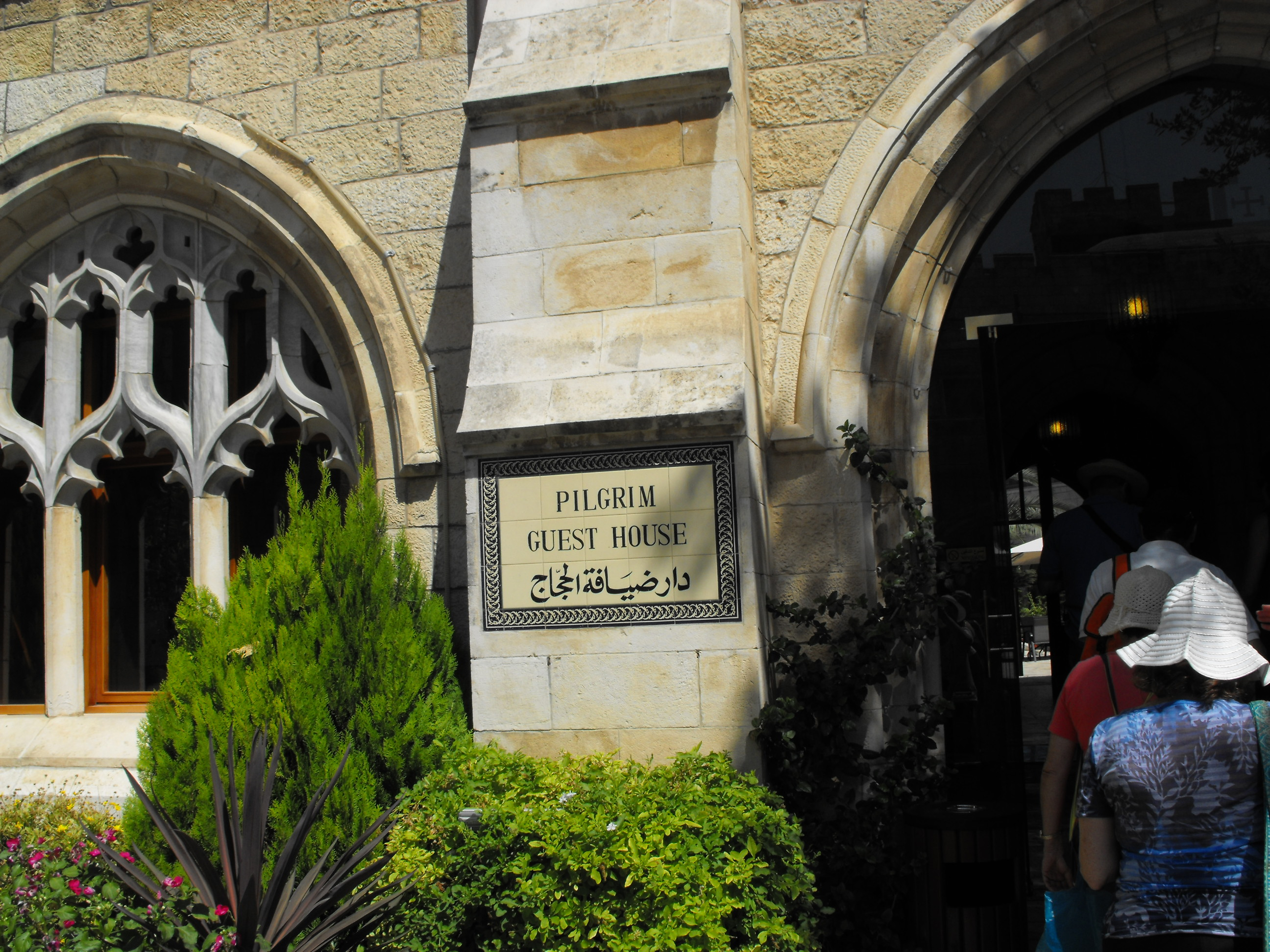

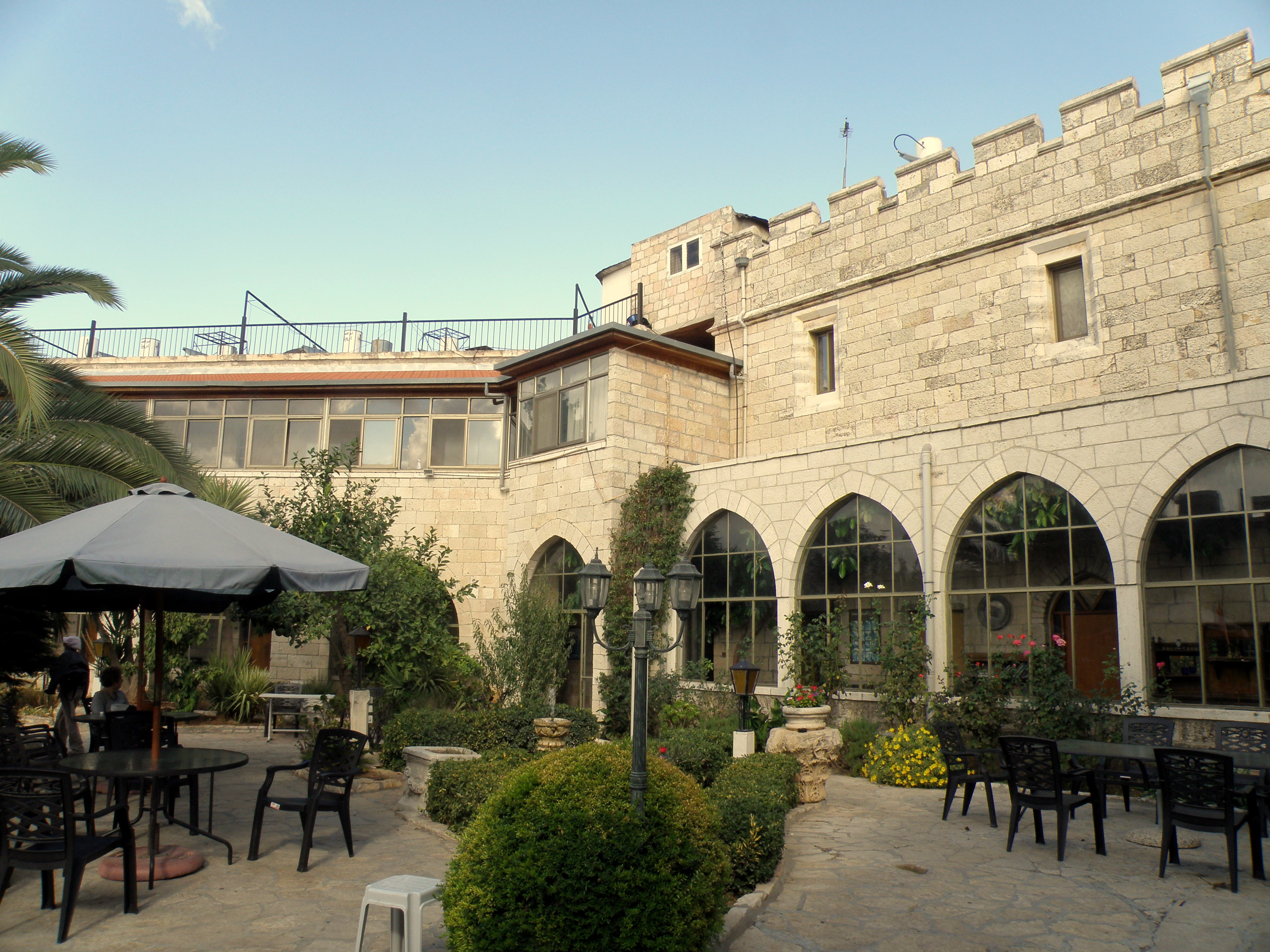
Внутрішнє подвір'я собору
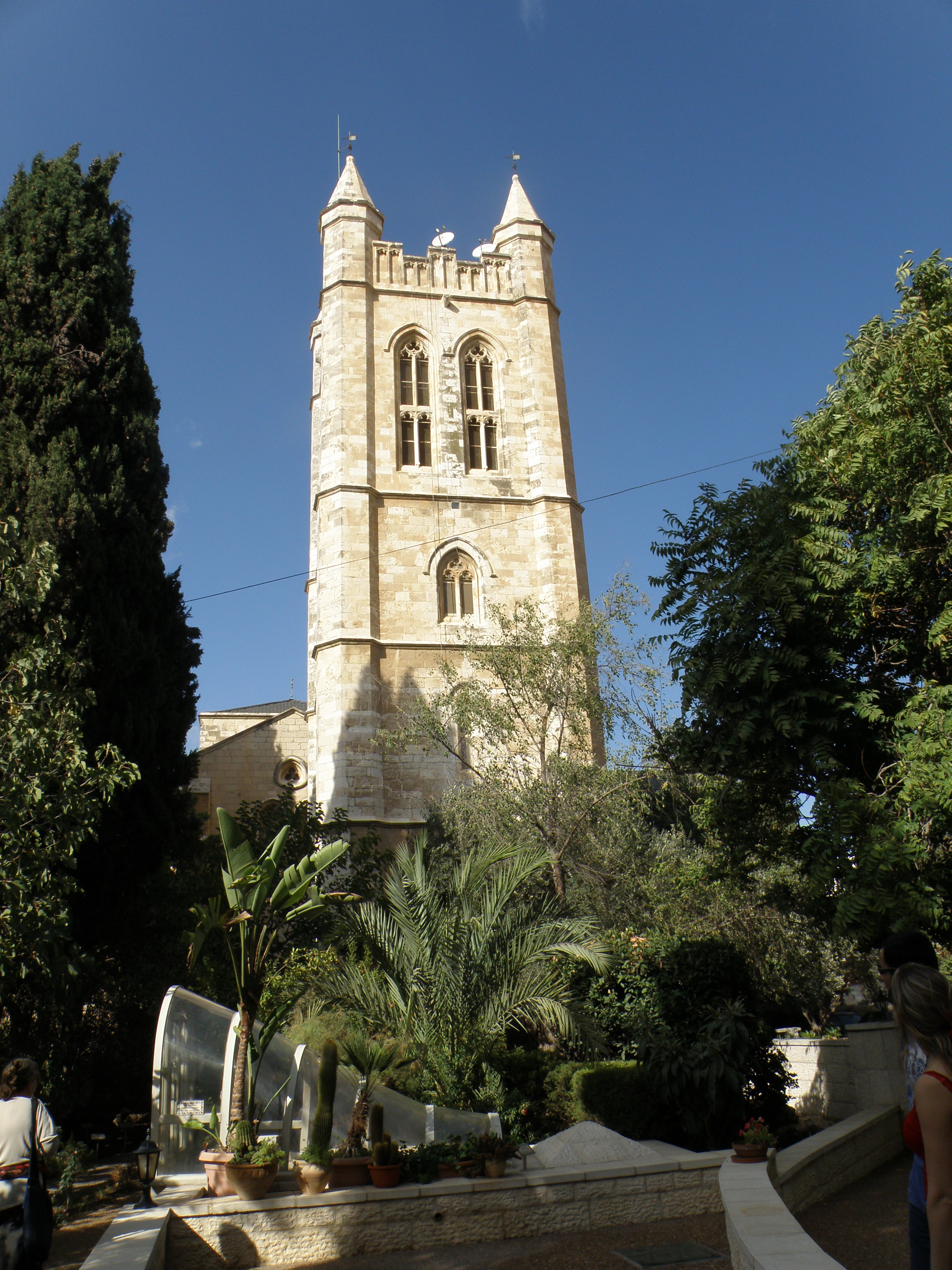
Дзвіниця собору
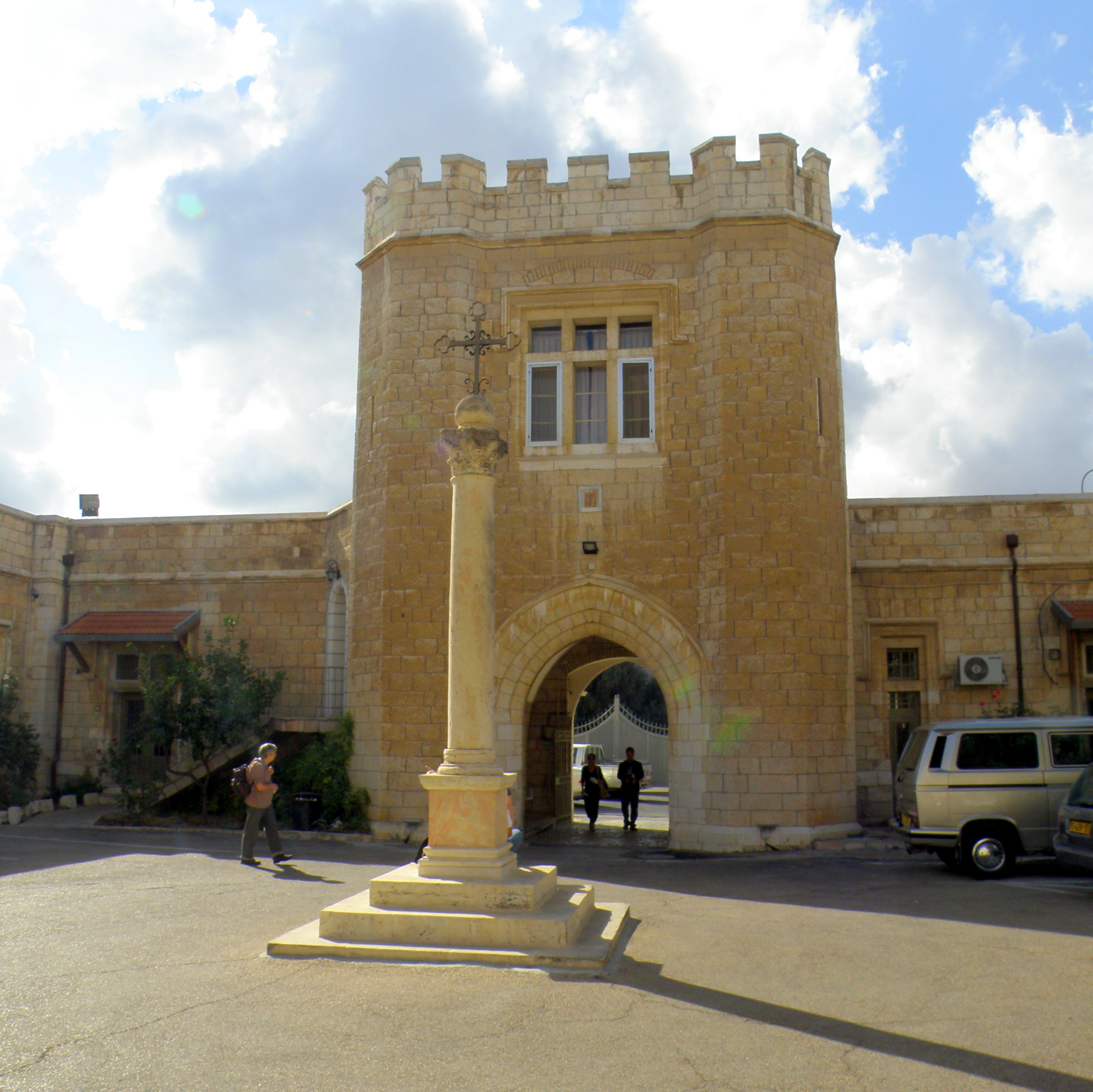
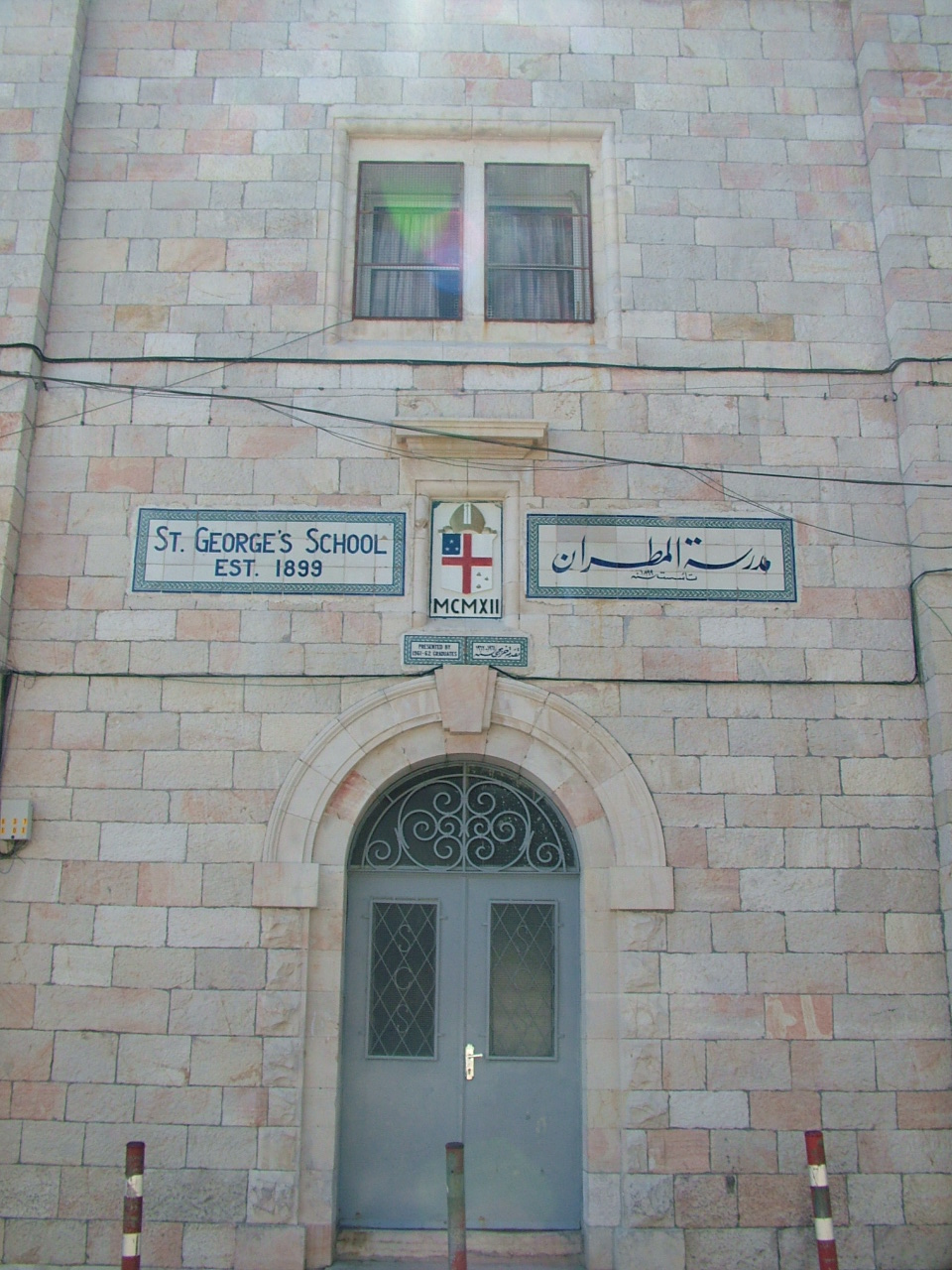
Коледж Святого Георгія
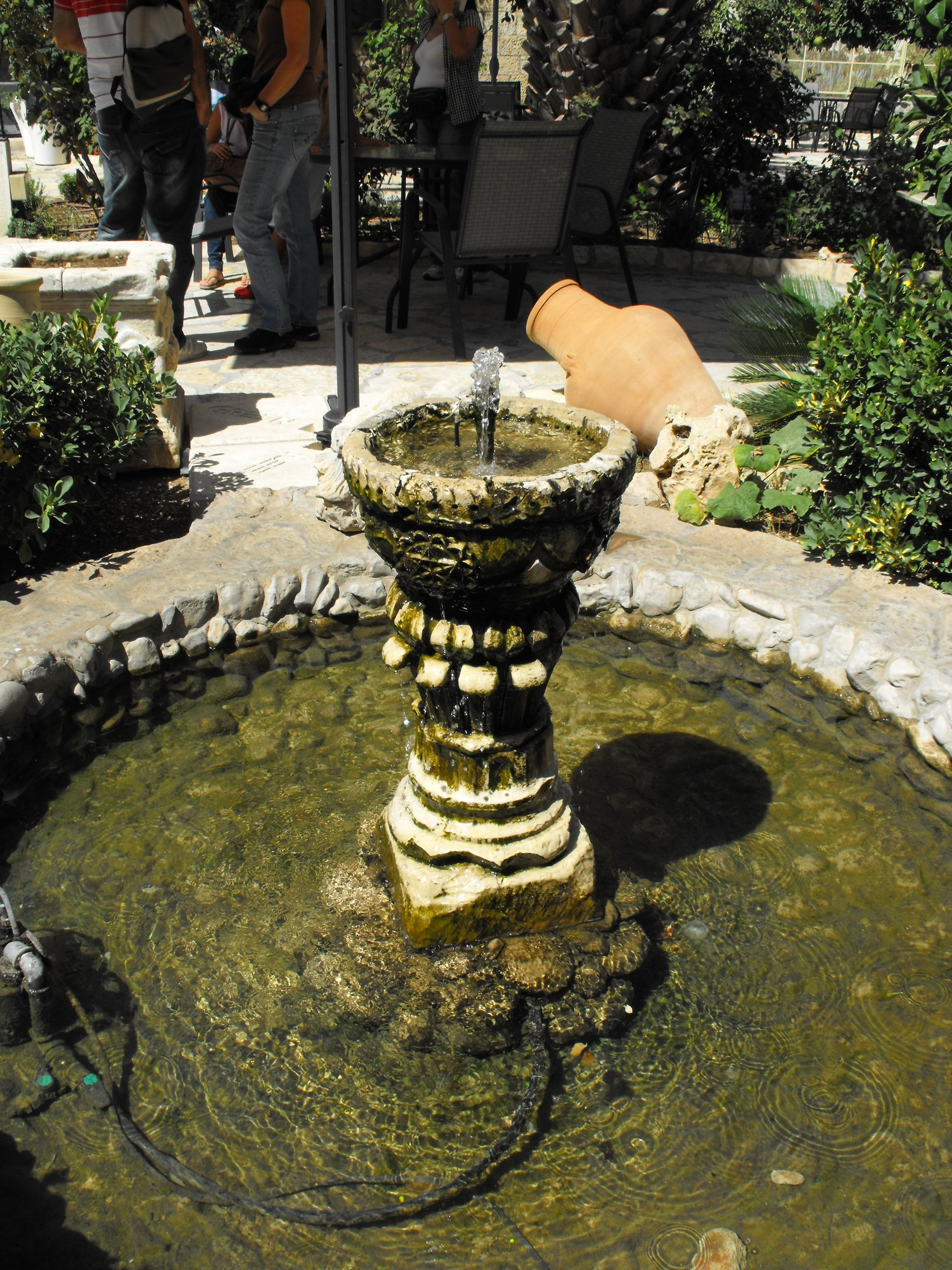